# Aurèle Ricard
Pour les articles homonymes, voir Ricard.
Aurèle Ricard, dit Aurèle LostDog, né à Paris le 24 octobre 1963, est un artiste plasticien post-industriel français.
Il vit et travaille entre Paris, New York et Shanghai.

## Biographie
Autodidacte fanatique de l'œuvre d'Yves Klein, en 1985, il met au point le jaune de chrome no 2 qu'il baptise, en hommage à l’International Klein Blue, l'International Aurèle Yellow (IAY). Le brevet de la formule est déposé à l'INPI (Institut national de la propriété industrielle) quatre ans plus tard, en 1989. En 1986, il rencontre les Puissances populaires, des peintres de rue, Fred Kleinberg (Fred La Trace) et Mano Solo (Boredom).
Une nuit, au détour d'une avenue, il découvre une affiche placée au sommet d’un réverbère : c’est un avis de recherche pour un chien perdu, du nom de Bob, offrant cent dollars de récompense à qui le rapporterait à son propriétaire. L'affiche représente le dessin naïf d’un bull terrier encadré par ces mots : « $ 100 Reward for friendly “Bob” the Bull Terrier wanted »,.
C'est aussi à cette époque où il rencontre Andy Warhol avec qui il envisage un travail artistique autour de l'image du chien : une série de sérigraphies sur le chien perdu. Mais cette collaboration s'interrompt brutalement à la suite de la mort d'Andy Warhol, le 22 février 1987. Trois jours plus tard, Aurèle Ricard expose à Paris à la galerie Duval Dunner, une représentation de l’affiche du « chien perdu » construite à partir de goudron fondu et de morceaux de métal récupérés sur le chantier du pont Caulaincourt à Paris, alors en restauration. En devenant le premier hommage public au pionnier du pop-art, l’exposition annonce la fin de l'art industriel, et le « chien perdu en goudron » est qualifiée de « première œuvre d’art post-industrielle ». La même année, à New-York, il nomme et fonde le Service industriel du dollar artistique (S.I.D.A) et créé la revue Polazine.
En 1988, Aurèle quitte momentanément Paris pour s’installer au moulin de la Caze dans l'Aveyron à Naussac où il crée la fondation I.A.C (Information Antécédent Comportement) (International Aurèle Corporation) : un espace de création et d'exposition en art contemporain. Là-bas, il travaille, entre autres, à la série S.P.A (Symbole Pirate Ajouté - Sans Parler des Autres - Sans Prétention Aucune - Saga Protectrice de l'Art) qui montre le parcours du chien Bob, perdu dans l'œuvre des grands de l'histoire de l'art contemporain (Arman, Marcel Duchamp, Raymond Hains, Yves Klein, Bertrand Lavier, Andy Warhol…).
En 1989, la galerie Lara Vincy l'invite à exposer la série S.P.A à Paris. Cette série donnera lieu à un ouvrage intitulé SPA réalisé sur une initiative du critique d'art Pierre Restany rencontré quelques années plus tôt. Toujours en 1989, Aurèle se lie d'amitié avec Jacques Villeglé qui le met en relation avec la galeriste belge Sabine Wachters chez qui il expose, un an plus tard, une rétrospective qui couvre quatre années (1986-1989) de sa production sur l'image du chien Bob. Parallèlement, il participe à plusieurs expositions collectives en France et à l'étranger.
En 1991, il est invité à présenter ses œuvres chez le galeriste américain Leo Castelli. Le 22 février de la même année, à Paris, en hommage à Andy Warhol et à Yves Klein, il illumine de jaune l'obélisque de la Concorde à Paris en disposant des feuilles de gélatines colorées devant les projecteurs qui entourent le monument. Cette performance donne lieu à un film, Yellow Obélisque, réalisé par l'artiste Yuris Lesnik. C’est aussi à cette époque qu’il commence une collaboration régulière avec la styliste Agnès b. : fort du succès de l'exposition « Think or Thanks a lot » présentée à la galerie du jour en 1995, Agnès b. lui propose de prolonger l'exposition dans sa galerie tokyoïte, la B. Yourself Gallery. L'année suivante, Aurèle Ricard se rend pour la première fois au Japon où il présente Plein Soleil. L’exposition devient itinérante et s’enrichit de nouvelles pièces réalisées en direct. Cette expérience donnera lieu à l’exposition « Aurèle » au musée d'art moderne (MOMA) de Fukuoka en 1997.
C'est aussi à cette période qu'Aurèle Ricard est invité au château de Bionnay, par le curateur Morgane Rousseau et y résidera une année. Ensuite il découvre l'Inde. Il crée en 1996, à Goa, un hôtel qu'il baptise le Ninon de la Caze Hermitage, et lance la construction, avec Petr Kavan, d'un atelier de sculptures au sud de l'Inde, à Mamallapuram, dans l'État de Tamil Nadu. L'atelier est mis en fonction en 1998 : une dizaine de personnes y travaille en permanence la fameuse pierre de granit bleu. L'année suivante, Aurèle réalise une sculpture monumentale, Jungle Big Heart, pour l’école des beaux-arts d’Auroville.
En 1999, lors d'un voyage à New York, Aurèle Ricard fait la connaissance de la photographe américaine Nan Goldin, chez qui il s'installe et travaille avec sa compagne de l'époque, Joana Preiss. Le fruit de cette collaboration triangulaire donne naissance au film La Ballade de l'Amour présenté pour la première fois lors de l'exposition « Dire Aids » au musée d'art moderne de Turin en 2000.
En mai 2005, Aurèle participe à la foire internationale d’art contemporain de Shanghai. Il fait la connaissance de Pia Pierre, directrice et propriétaire de la galerie Hong Merchant, qui, à la suite de l'enthousiasme du public chinois, l'invite à exposer à la seconde session de la foire, en automne. Entre-temps, Aurèle Ricard participe à l'exposition collective « Two Europe Two Asia » au musée d'art contemporain de Duolan de Shanghai. La même année, en France, avec la galerie Lara Vincy, il expose à la Fiac de Paris ; il organise une exposition personnelle « LoveLoveLove » à l'espace Michel Klein (Rive Gauche) et participe à deux expositions collectives : « Yo to be Gitan » avec Fred Sathal au palais de Tokyo à Paris, et « Animalités » au musée des Arts Georges Pompidou de Cajarc. Toujours en 2005, Aurèle Ricard fonde les éditions I.A.C (Information Antécédent Comportement), et réalise six chiens en bronze laqués du jaune de chrome no 2 (IAY) dans le cadre d'une commande publique initiée par le musée des beaux-arts Denys-Puech de Rodez.
En 2006, outre sa participation à plusieurs expositions collectives, l'artiste expose dans trois foires d'art contemporain internationales (Art Paris, Art first de Bologne, Art Fair de Shanghai) ainsi qu'à la biennale de sculpture urbaine de Shanghai, ville dans laquelle il décide, la même année, d'établir un atelier.
En 2007, en vue de l’Exposition universelle de 2010 à Shanghai, Ricard et l'architecte français François Scali présentent le projet d'élever, dans le quartier moderne de Pudong de Shanghai, le chien perdu à l’échelle d'une tour de 80 mètres de haut en résine translucide et lumineuse. The Yellow LostDog abriterait un parcours-musée (le LostDogMuseum) ayant pour double vocation de prévenir et d’informer en conservant tout ce que l’homme détruit, perd et a déjà perdu dans sa course effrénée à la modernité : un musée « de la ville perdue et des cités englouties ». Cette proposition comprenant 4 300 m2 de surface sur huit niveaux est restée à l'état d'étude.
En 2009, Ricard est invité par l'État français et de la COFRES (Compagnie française pour l'Exposition universelle de Shanghai) à participer à l'Exposition universelle de 2010 à Shanghai (« Meilleure ville, meilleure vie ») sur le thème du développement durable et des « nouvelles » technologies de l'environnement en milieu urbain. Pour l'occasion, il crée, à l'aide d'ingénieurs chinois, une sculpture végétale géante : un chien de 4,5 mètres de haut recouvert d'une sélection de plantes dépolluantes : (LostDogCo2), largement inspirée de l'œuvre Puppy de Jeff Koons (1992). « C'est une sculpture de verdure faite de plantes dépolluantes », explique Ricard, « C'est aussi le prototype d'une nouvelle génération d'œuvres d'art actrices de leur propre message ». Parallèlement, le gouvernement chinois et la ville de Shanghai lui remettent, cette année-là, le prix du sculpteur de l'année à la Art Fair de Shanghai.
En 2010, sa sculpture LostDogCo2 a été présentée du 1er mai au 31 octobre à l'Exposition universelle de Shanghai dans l'atrium du pavillon français au côté des œuvres des trois autres artistes, Zao Wou-Ki, Yan Pei-Ming et Chen Zhen, retenus pour représenter la France à l'exposition.
La même année, l'artiste ouvre une LostDog Gallery dans le lieu Le Passage, un important complexe situé au cœur de la ville de Shanghai dans le quartier des arts de Moganshan. Aurèle Ricard véhicule un message d'urgence et de résistance dont le chien perdu est le symbole.
Toujours en 2010, à l’occasion d’Art Paris, la galerie Nathalie Gaillard présente sous la nef du Grand Palais une œuvre monumentale GiantLostDog recouverte de feuilles d’Or ainsi qu’une œuvre d'art virtuelle « LostDogConnection » réalisée en association avec Publicis Dialog. Ce projet ouvert à tous est une collection de vidéos réalisées par Aurèle : la collection de toutes les réponses à une question simple mais profonde : "Et vous, qu'avez-vous perdu ?". Le projet fut repris à l’automne dans le parcours officiel de Nuit Blanche à Paris.
En 2011, Aurèle présente chez Lara Vincy « Chantons sous la pluie » une série consacrée aux pluies acides de Fukushima dans laquelle ses LostDogs pleurèrent des larmes de paillettes. La même année, la ville de Rodez et le Musée Denys-Puech lui proposent une carte blanche pour l’été 2012. Vingt ans après sa première rétrospective « Devoir d’ingérence ou délit d’initié ? », Aurèle signe une œuvre ouverte, participative et collaborative aux dimensions monumentales intitulée « L’Art, c’est les Autres ». L’exposition consista en l’installation, la transformation en direct et l’exposition-parcours éphémères dans l’espace public de quatre sculptures monumentales GiantLostDog. Parallèlement, une armée de cent-vingt chiens investirent le sous-sol du musée pour une exposition intitulée « L’Utopie de vouloir conclure ».
En 2013, Aurèle voyage entre l’Italie où il produit ses premiers marbres de Carrare et participe à la Biennale de sculpture de Pietra Santa et Hong-Kong où il prépare un projet pour le parcours officiel du French May Festival (2014). En collaboration avec Héritage 1881 et Avenue des Arts Gallery, il présente au milieu d’un jardin à la française reconstitué pour l’occasion deux sculptures monumentales à Tsim Sha Tsui. Avec « No other future but the future » l’artiste reprend deux thèmes qui lui sont chers. Le LostDogCo2 véritable œuvre d’art actrice de son propre message nous montre l’urgence mais propose surtout une voie pour les générations futures, l’autre œuvre GiantYellow présentée est transformée avec des enfants en direct.
En 2015, Aurèle produit ses premiers bronzes monumentaux et se consacre à la réalisation de sa monographie.
En 2016, Aurèle est décoré des Arts et Lettres.

## Récompenses
- 1994 : prix de la Fondation Coprim ;
- 2009 : prix du sculpteur de l'année, Shanghai.

## Expositions personnelles et collectives

### Années 1980
- 1987 :
  - 22 février : La première œuvre d'art post industrielle, Galerie Duval-Dunner, Paris (France)
- 1988 :
  - Aurèle en sa chapelle, galerie Duval-Dunner, Paris (France)
- 1989 :
  - S.P.A (2 février-2 mars), galerie Lara Vincy, Paris (France)

### Années 1990
- 1990 :
  - Lighting of the obelisk in Place de la Concorde in the International Aurèle Yellow, Paris.
  - Habillage en jaune International Aurèle Yellow de l’obélisque de la Place de la Concorde, Paris (France)
  - Les miroirs de la modernité (19 janvier-18 février), Galerie Lara Vincy, Paris (France)
  - Aurèle (16 mars-16 avril), Galerie Sabine Wachters, Deurle (Belgique)
- 1991 :
  - Les ateliers à la cuisine et au bloc opératoire/Récurrence du Corps (5 juillet-15 septembre), l'Hôpital éphémère, Paris (France). Artistes présents : Les Ateliers : Aurèle, Yan Le Crouhennec, David Franck, Caroline Gambier, Jonone, Nikolaï Ovtchinnikov, Frantz Raux, Grégory Ryan, Eva Siegwald, Jérôme Touron, Trois Carrés, Julio Villaniv; Récurrences du corps : Eric Aupol, Elsa Bechiau, Jean-Yves Lacote, Stéphane Maïcon, Olivier Nery
  - Placebo, Galerie Sabine Wachters Fine Arts, Deurle (Belgique)
  - War or Peace? Only God Knows, chez Leo Castelli à New York (États-Unis).
- 1992 :
  - En vue des Fondations d'une fondation et compte tenu de la nature des travaux (fin septembre-octobre), exposition collective organisée par Aurèle au Moulin de la Caze - Mas de Marcot, Naussac, Aveyron, (France). Peintures, sculptures, installations et projections (vidéos et court-métrage). 72 artistes en exposition : Aurèle, Rama Amalia, A.O.L.P, Arman, Tony Bouilhet, Isidore Bechou, Olivier Blanckart, Marcel Broodthaers, Véronique Boudier, Damien Cabanes, Mano Cabut (Mano Solo), Alexandre Calder, Trois Carres, Renaud Cellier, César, Laurent Chabot, Nina Childress, Soo Choi, Christo, Danos, Franck David, Lo de Bodinat, Philippe Delestre, Gilbert Descossy, Niki de Saint Phalle, Jean-Luc Dezorzi, Bruno Di Rosa, Dix-Dix, Marcel Duchamp, Joël Ducorroy, François Dufrene, Jean Dupuy, Bruno Duval, Jean-Luc Godard, Mara Goldberg, Yves Grenet, Raymond Hains, Thomas Hirschhorn, Joël Hubaut, I.A.C/I.F.P, Les Interchangeables, Yves Klein, Fred Kleinberg, Alice Laurent, Bertrand Lavier, Y.L.C, Josée Leroux, Sophie Maheu, Bénédicte Mercier, Pr. Lafcadio Mortimer, Romain Pellas, Béatrice Pelletier, Oli Person, Gilbert Peyre, Pablo Picasso, Pierre Poisson-Quinton, Martial Raysse, Alain Ricard, Mimmo Rotella, Foto Sifichi, Daniel Spoerri, Jean Tinguely, Maria Goretti Tomé, Gilles Touyard, Jérôme Touron, Scarlett Vadepied, Ben, Jacques Villeglé, Lawrence Weiner, Andy Warhol, François Yordamian, Brigitte Zieger.
  - Aurèle & Aurèle présentent Action de terrain SidaCosyKitsch Certifie conforme/Espace conforme interchangeable (1er décembre 1992-3 janvier 1993), galerie Lara Vincy, Paris (France).
- 1993 :
  - Qu'est-ce que j'ai fabriqué? Qu'est-ce que je n'ai pas fabriqué! (21 décembre-23 janvier 1994), galerie J & J Donguy, Paris, (France). One Hundred artists invited by Jean Dupuy.
  - Journée mondiale de la lutte contre le SIDA, 15 artistes exposent Cité des fusains, Atelier de Tony Bouilhet. Artistes invités : Aurèle, Olivier Blanckart, François Boisrond, Tony Henri Bouilhet, Nina Childress, Fred Danos, Richard Dirosa, Gloria Friedman, Pierre-Yves Hervy-Vaillant, Thomas Hirschhorn, Michel Journiac, Bertrand Lavier, Hubert Legall, Olivier Person, Lionel Soukaz
- 1994 :
  - Aurèle by Aurèle, Devoir d'ingérence ou Délit d'initié? Tentative rétrospective (6 janvier-10 juin), musée des beaux-arts Denys-Puech, à Rodez (France).
  - Que choisir? Mort violente, mort rapide, mort subite ou mort lente?
  - Juste pour s'amuser, avant qu'il ne soit trop tard… (14 juillet-18 septembre), Art contemporain, manifestation organisée pour l'Animation du Château de Taurines, avec la complicité d'Aurèle et de la mission Départementale de la Culture et avec le concours du programme d'initiative communautaire, 26e Mostra du Larzac. 12 artistes en exposition : Aurèle, Véronique Boudier, Tony Bouilhet, Thibaut Boyer, Damien Cabanes, Danos, Franck David, Yves Grenet, Tsuneko Taniuchi, Jérôme Touron, Bernard Tran, Scarlett Vadepied.
  - Aurèle Aurèle (14 juin-23 juillet), Le Monde de l'Art rive gauche, Paris (France)
- 1995 :
  - Think or Thanks a lot (2 février-18 mars), galerie du Jour Agnès B, Paris (France).
  - 12 têtes mortes (17 novembre-8 décembre), galerie Octopus, Paris (France) : présentation de l'album 12 têtes mortes du groupe de musique les Tétines noires. 12 pochettes de disques réalisées par les artistes : Jean-Luc André, Aurèle, Ben, Erik Dietman, John Giorno, Joel Hubaut, Fabrice Hybert, Michel Journiac, Made in Eric, Hermann Nitsch, Orlan, Daniel Spoerri.
- 1996 :
  - Plein Soleil, B.Yourself Gallery, Tokyo (Japon).
  - Ouverture (2 juin-15 septembre), château de Bionnay, (France), curateur Morgane Rousseau. Artistes invités : Aurèle, Noël Dolla, Cheryl Donegan, Dominique Figarella, Pierre Joseph, Bertrand Lavier, Philippe Mayaux, Olivier Mosset, Rainer Oldendorf, Romano Palka, Philippe Perrin, Philippe Ramette, Jean-Pierre Raynaud, Seton Smith, Pierrick Sorin.
  - Paysages de la mémoire (25 janvier-19 avril), exposition de la Fondation Coprim, Paris (France). Artistes présentés : Andrea, Antoniucci, Arroyo, Aurèle, Barbe, Brieu, Brisse, Ceytaire, Coutelle, H. Di Rosa, Dumas, Dussaulx, Ferrer Formica, Halter, Langhans, Marrey, Montheillet, Pincemin, Reti, Rosenthal, Rousserie, Ruiz, Seené, Soulié, Solomoukha, Télémaque, Texier, Velickovic
- 1997 :
  - Aurèle Espace conforme Interchangeable (7 mars-11 mai), galerie des extravagances, Centre d'art et de plaisanterie, Montbéliard (France). Artistes invités : Stéphane Bérard, Danos Certifié Conforme, Made in Eric, Olivier Peyricot, Tsuneko Taniuchi.
  - Aurèle, M.O.M.A, Fukuoka (Japon).

### Années 2000
- 2000 :
  - Dire aids, musée d'art moderne de Turin (Italie)
  - Ouverture #6 (24 octobre 2000), La Factory, Paris (France).
- 2001 :
  - Dix Années de chien!… et plus si affinités, dans le cadre de l'exposition « Espace libre » organisée par la [http ://www.french-art.com/fondations/coffim/pages/historique.htm Fondation Coprim] (5-31 mars) pour la promotion de l'Art Contemporain, Paris (France)
  - LostLoveDogs dans le cadre de l'exposition collective « L'art à la plage », galerie Enrico Navarra, Le Club 55, plage de Pampelonne, Ramatuelle, (France). Artistes invités : Marina Abramovic, Arman, Aurèle, André Baretier, Ben, Elisa Blanc Bernard, BP, César, Sandro Chia, Antoni Clavé, Richard Di Rosa, Jean Dubuffet, Jean-Claude Farhi, Robert Indiana, Ju Ming, Kim Tschang-Yeul, David Leroi, Mark Mennin, Sébastien Moreu, Nadin Ospina, Philippe Perrin, Jean-Pierre Raynaud, Niki de Saint Phalle, Kenny Scharf, Shim Moon-Seup, Sui Jianguo.
  - Un Monde Cruel (2 février-28 mars), galerie Rachlin Lemarié, Paris (France). Artistes invités : Thierry Agnone, Aurèle, Béatrice Cussol.
- 2001-2002 : création du Comité de salut artistique, Paris (France).
- 2002 :
  - Aurèle 2002 et + si affinités… : 1 an de nouveaux travaux, galerie Le Comité de salut artistique (C.S.A.), Paris (France). Douze expositions :
    - Conforme Interchangeable
    - In the name of dog
    - More Amore
    - Irréversible et irrésolu
    - One Dog=One Dog
    - Je suis perdu, toi aussi
    - A tribute to Tony Bouilhet
    - En vue des fondations d'une fondation et compte tenu de la nature des travaux # 3
    - You are note real
    - Video Gracias
    - çi-jouit Aurèle
- 2003 :
  - A detail from la constellation de la grimace, Le Man Ray, Paris (France). Artiste invité : Aurèle, Yan Basely, Simon Bocanegra, David Ferchaux, Guela, Ali Mahdavi, Eliane Pline Carrington, Sue Yan Juo.
  - L'Art emmêlé, vente aux enchères à l'occasion de la coupe du Monde de rugby[10], hôtel de ville de Paris et ambassade d'Australie, Paris (France). Exposition d'une quarantaine d'œuvres originales inspirées du rugby.
  - LostDogShop, Galeries Lafayette, Paris (France)
- 2004 :
  - LostLostLost (17 juillet-15 août), galerie Le Rire Bleu - Art contemporain, Figeac (France). Exposition personnelle d'Aurèle. artiste invité : Sébastien Le Guen. Hommage rendu à Tony Bouilhet (To young to die, to fast to live, 1964-1997)
  - Qu'en est-il? Sculptures (8 mai-6 juin), galerie Le Rire Bleu - Art contemporain, Figeac (France)
  - L'art à la plage, galerie Enrico Navarra, Saint-Tropez (France)
  - Lost Dog in Translation (24 avril-14 mai), galerie Agnès B. Ginza, Tokyo (Japon)
- 2005 :
  - Les sculptures sont dans le jardin (2 juin-18 juillet), Centre d'affaires Paris Trocadéro, Paris (France). Commissariat d'exposition : galerie Nathalie Gaillard. Artistes invités : Aurèle, Philippe Berry, Roland Cognet, Richard Di Rosa, Richard Dussaulx, Guy Ferrer, Odile de Frayssinet, Quentin Garel, Eric Liot, Denis Monfleur, Bernard Pras, Vladimir Velickovic.
  - Fiac, galerie Lara Vincy, Paris (France)
  - Two europe Two Asia, Duoland museum, Shanghai (Chine)
  - Commande publique du musée des beaux-arts Denys-Puech, Rodez (France).
  - Art Fair, Shanghaï (Chine)
  - Animalités, Centre national d'art et de culture Georges-Pompidou, Paris (France). Artistes invités : Gilles Aillaud, Aurèle, Barthélémy/Sutra, Georg Baselitz, Rémi Blanchard, Alkis Boutlis, Cédric Buchet, Balthazar burkhard, Christine Chamson, Annick Claudé, Vincent Corpet, Ronald Curchod, Pierre Fauret, François Heaulmé, Jean-Paul Héraud, Philippe Hortala, Véronique Hubert, Karen Knorr, Jan Kopp, Marion Lefebvre, John Mackendree, Agathe May, Dominique Médard, Jean-Jacques Ostier, Charlemagne Palestine, Jaume Plensa, Claude Postel, Jean-Paul Riopelle, José-Maria Sicilia, Jean-Claude Silbermann, Lenni Van Dinther.
  - LoveLoveLove (14-18 février), Espace Michel Klein, Paris (France)
  - La galerie Lara Vincy fête ses 50 ans : 1955-2005 (17-21 mai), galerie Lara Vincy, Paris (France).
- 2006 :
  - Eden/ADN, musée d'art moderne de Saint-Étienne (France)
  - Après Dada? : Dada not dead et le S.I.D.A* est toujours là! * Service Industriel du Dollar Artistique, exposition "Après Dada?" dans le cadre de la manifestation Le tas d'esprits organisée par Ben(22 septembre-22 novembre), Galerie Lara Vincy, Paris (France). 50 Artistes invités.
  - Shangaï International Biennial Urban Sculpture (Chine)
  - Art Paris, One man show, Grand Palais, Paris (France)
  - Art Fair, Shanghaï (Chine)
  - Art First, Bologne (Italie)
  - Participation à la Nuit Blanche 2006 (7 octobre), 6 place de l'Assommoir, quartier de la Goutte d'Or, Paris (France)
  - Aurèle La vie en jaune I.A.Y* / * International Aurèle Yellow (2 décembre 2006 - 27 janvier 2007) galerie Lara Vincy, Paris (France)
- 2007 :
  - Art Paris Abu Dhabi, galerie Nathalie Gaillard, Abu Dhabi
  - Aurèle Made In China (11 mai-15 juin), galerie Nathalie Gaillard, Paris (France)
  - Forward, Espace Beaurepaire, Paris (France)
  - Aurèle Made In China LostDog 20 th Anniversary, Hong Merchant Gallery, Shanghai (Chine)
  - Communication between Sculptures and the City, Sculpture Space Museum, Shangaï (Chine)
  - Dans le sens du non-sens (1er juin-31 juillet), galerie Lara Vincy, Paris (France). Artiste invités : Denise A. Aubertin, Jean-Luc André, Aurèle, Ben, Charles Dreyfus, Ester Ferrer, Raymond Hains, Joël Hubaut, Pascal Le Coq, Miller Levy, Jonier Marin, Jean-Luc Parant, Serge Pey, Takako Saito, Taroop & Glabel, Peter Vogel, Gil J Wolman.
- 2008 :
  - PopLife, galerie Nathalie Gaillard, Paris (France)
  - Art Paris, galerie Nathalie Gaillard, Paris (France)
  - Art Fair Dubaï, Galerie Enrico Navarra, GiantLostDog, villa Ugc, festival de Cannes (France)
  - GiantLostDog, Villa UGC, Festival de Cannes (France)
  - Forward 2", Galerie La Bank, Paris (France)
  - Le Temps retrouvé", Grand Hôtel de Cabourg (France)
  - Lost Interface", Galerie Hong Merchant of Shangaï, Shangaï (Chine)
- 2009 :
  - Animamix, MOCA Shanghai, Pékin, Taipei
  - Recto Verso/ Iqit Aqet, Art Villa Garikula, Tbilissi (République de Géorgie)
  - Shanghai Art Fair, galerie Purple Roof, Shanghai (Chine)
  - Robert, François, Hervé et les autres, Galerie Nathalie Gaillard, Paris (France)
  - Exposition Mécénat Chirurgie Cardiaque, Le Bon Marché, Paris (France)
  - LostDog Save the Green, Milan (Italie)
  - Skateboard artwork (28 mai-12 juin), galerie du jour Agnès B., Sport B., Paris (France). Artistes invités : Anguelidis, Aurèle, Bourq, Detone, Gilbert, Jaya, Léonard, Luis, Mambo, Oeno Colorz, O'Clock, Vast, Weside.
- 2010 :
  - Art Paris + Guest, Galerie Nathalie Gaillard, Grand Palais, Paris (France)
  - LostDogConnection, Nuit Blanche, Paris (France)
  - This is the start of your new happy life (5 mai-30 octobre), galerie Hong Merchant, Shanghai (Chine)
  - LostDogPassage, Passage Fuxing, Shanghai (Chine)
  - LostDogCo2, atrium du pavillon français, Exposition universelle, Shanghai (Chine)
  - Exposition du Yellow LostDog, diffusion de la série LostDog Connection, films réalisés par Aurèle Ricard. Installation d'Aurèle Ricard avec Le Joker, Fabernovel et la galerie Nathalie Gaillard à l'occasion de la Nuit Blanche 2010, 2 octobre, 6 place de l'Assommoir, quartier de la Goutte d'Or, Paris (France)
- 2011 :
  - Aurèle LOSTDOGPLASTIKBAG, Coromandel art gallery, Pondicherry (India)
  - Chantons sous la pluie (14 octobre - 3 décembre), galerie Lara Vincy, Paris (France)
  - Un papillon sur l'épaule. LostDogMarble par Aurèle, White Moon Gallery, Paris (France)
  - PAD, Galerie du passage, New York.
  - CamouDog, Galerie 208, Paris.
  - Hommage à Alain Robbe-Grillet, Galerie du Passage, Paris.
  - LostDogPlastikBag, Coromandel Art Gallery, Pondichery.
- 2012 :
  - Un papillon sur l’épaule, Art Paris, Grand Palais, Paris.
  - L’utopie de vouloir conclure, Musée des Beaux-Arts, Denys-Puech, Rodez.
- 2013 :
  - Art sous influences, Maison Rouge, Paris.
  - Entre chiens et loups, Hôtel de l’Industrie, Paris.
  - Catch me if you can, Deyrolle, Paris.
  - Pietra Santa Biennale, Italy.
  - L’innocence du réel, Musa, Pietrasanta.
- 2014 :
  - LostDog No more Fukushima, Maison Laurentine.
  - No other future but the future, French May Festival, Hong Kong.
  - Aurèle by Aurèle, Avenue des Arts Gallery, Hong Kong.
  - NapoFever, Galerie Kleber, Paris.
  - Pop-up LostDog, Dariel Studio, Shanghai.
  - Fukushima mon amour, One Step Gallery, Paris.
- 2015 :
  - Fukushima mon amour 2, Le 18 bis, Paris.
  - Sculpture en l’île, Andresy.
- 2016 :
  - LostDog Blue Dragon, ACN Gallery, Shanghai.
  - Protocole ICCARRE, Paris.
  - Warhol / Aurèle, galerie Taglialatella, Paris.
  - Stranger in the night, Galerie 18 bis, Paris

## Productions

### Filmographie
- 1990 : Yellow Obélisque, film réalisé par Aurèle Ricard en collaboration avec Youris Lesnik
- 1990 : 10 minutes avec Arman, film sur l'artiste Arman réalisé par Aurèle Ricard
- 1990-1993 : Questionnaires interchangeables, série d'interviews filmées, réalisée par Aurèle Ricard et Fred Danos[11]
- 1993 : SidaCosyKitsch, film réalisé par Aurèle Ricard et Liliane Vinci sur l'exposition du même nom, 30 mm
- 1994: Tony Bouilhet Performance 94, film réalisé par Aurèle Ricard, 1994.
- 2000 : La Ballade de l'amour, film d'art sur le sida réalisé par Nan Goldin, Aurèle Ricard et Joana Preiss
- 2006 : Interview de Daniel Spoerri à l'Hôpital éphémère. Propos recueillis par Aurèle, film réalisé par Aurèle Ricard[12]
- 2006 : Portraits croisés à la Goutte d'Or, film documentaire, réalisé par Aurèle Ricard, sur les habitants du quartier de la Goutte d'Or à Paris (75018), dans le cadre de la Nuit Blanche 2006[13]
- 2009 : Le Radeau des boat-people[14], Mines de Rien[15], Aids tribute XXV Anniversary[16], trois films[17] réalisés par Aurèle Ricard, produits par le musée du Louvre et la chaîne audiovisuelle franco-allemande Arte
- Depuis le 1er mars 2010 : Et vous, qu'avez-vous perdu ?[18], série d'interviews filmées, réalisée par Aurèle Ricard en collaboration avec la galerie Nathalie Gaillard et Publicis Dialog. Les films ont été projetés lors de la foire d'art contemporain d'Art Paris[19], work in progress.

### Discographie
- 1995 : Think Or Thanks a Lot écrit et composé par Aurèle Ricard en collaboration avec le producteur de musique Sodi.
- 2000 : Ici sur terre écrit et composé par Aurèle Ricard et Joana Preiss, featuring Boum Boum, pour le groupe Sous le Manteau (produit par Fakir Music, Sonic Music).
- 2000 : Pulpe de Banane  écrit et composé par Aurèle Ricard et Joana Preiss pour le groupe pop rock Ultra Orange.

#### Catalogues d'expositions personnelles
- Pierre Restany, Aurèle : série S.P.A, 1986-1989, Presses spéciales de la Société Européenne des Arts graphiques, 1990.
- Aurèle Aurèle, plaquette réalisée à l'occasion de l'exposition de "Aurèle Aurèle" au Monde de l'art rive gauche du 14 juin au 23 juillet 1994, Paris.
- Espace Conforme Interchangeable, catalogue tiré à 1000 exemplaires à l'occasion de l'exposition Aurèle/Espace Conforme Interchangeable au Centre d'art et de Plaisanterie à Montbéliard du 7 mars au 11 mai 1997, textes de Pierre Bongiovanni, Eric Rigollaud, Gilles Rolland.
- Aurèle ♥ Shock - G-Shock and Baby-G - First and unique Post-Industrial Techno Art Work Limited Edition Interchangeable Certified copy to wear and to protect, exhibition 2000-3 octobre 24, catalogue d'exposition sous le format de grand journal, tirage limité à 1000 copies, avec illustrations n/b et couleur, 1997, 60 p.
- Aurèle by Aurèle, Devoir d'ingérence ou délit d'initié?, Musée des Beaux-arts Denys Puech, Ville de Rodez, publié avec le concours du ministère de la Culture et de la Francophonie - DRAC Midi-Pyrénées, du Conseil régional Midi-Pyrénées et l'aide de la Compagnie TAT European Airlines et d'Inforsud, février-juin 1994, 63 p.
- Aurèle, Think or thanks a lot, texte d'Eric Rigollaud, édition Galerie du Jour Agnès B., 1995, 68 p.
- Aurèle, 10 années de chien !... et + si affinités, Fondation d'entreprise Coprim, mars 2001 (tiré à 1000 exemplaires), 32 p.
- Aurèle, Pop Life, Galerie Nathalie Gaillard, 25 septembre - 31 octobre 2008, éditions Galerie Nathalie Gaillard, 2008, 32 p.
- Aurèle LOSTDOGPLASTIKBAG, Coromandel art gallery, Pondicherry India, février 2011, mise en page Ilona Delahaye pour les éditions I.A.C, 2011, 36 p.
- Chantons sous la pluie, textes de Déborah Boltz, Severn Cullis-Suzuki, éditions I.A.C & Galerie Lara Vincy, Paris, 2011, 34 p.
- Georges Sebbag, Cynthia Fleury, Aurèle, coll. "Mains et merveilles", Éditions de la Différence, 800 illustrations, 2016, 384 p.

#### Articles de presse (sélection)
- "Aurèle ou la frénésie de l'image" in La Croix, mai 1992.
- "Aurèle by Aurèle" in Arts Plastiques, mai 1994, p. 37.
- "Aurèle, une patte dans le luxe. Propos recueillis par Didier Jeannou" in Vogue magazine no 750, 1994, p. 171; 220-221.
- "Aurèle" in Citizen K, 1995.
- Gall, Emmanuelle, "Aurèle Think or Thanks a lot" in Journal des Arts, 1995.
- Colard, Jean-Max, "Aurèle" in Les Inrockuptibles, 1995.
- De Bure, Gilles, "Portrait. La Mémoire du temps" in Temps International, 1996, p. 24-27.
- "Chien perdu à Shanghai. Propos recueillis par Michèle Leloup" in L'Express, 1er juin 2006, p. 89.
- Lefort, Isabelle, "China Now" in Biba, 2007.
- A.-M. F, "Shangai a du chien" in Libération Next, 2007.
- Wulwek, Diane, "Bob, le chien géant de Shanghai" in Le Monde 2, 21 juillet 2007, p. 20-21.
- "Aurèle, sculpteur de l'année" in Xinmin Po, 8 septembre 2009.
- "À la recherche du chien perdu" in Air France Madame, août-septembre no 131, 2009.
- "More the terrier for french artist" in "Shanghai Daily, 3 septembre 2009.
- "Un français à Shangai. Entretien avec Aurèle Ricard" in "Technikart Chine, no 2, 2011.

### Émissions télévisées
- "Vernissage de l'exposition Carte Blanche à Aurèle" reportage de Bernard Rapp pour l'émission "Rapp' tout" diffusée le 8 mai 1994 sur France 3.
- Aurèle, artiste invité à l'émission "Le Cercle de minuit" présentée par Michel Field, 1994.